# الدنفة (بني سعد)

تعديل مصدري - تعديل

الدنفة هي إحدى قرى عزلة الشويع بمديرية بني سعد التابعة لمحافظة المحويت، بلغ تعداد سكانها 277 نسمة حسب تعداد اليمن لعام 2004.